# New York Mills (Minnesota)
New York Mills – miasto w Stanach Zjednoczonych, w stanie Minnesota, w hrabstwie Otter Tail. Zostało założone w 1884 roku. Według United States Census Bureau ma łączną powierzchnię 1,3 mili kwadratowej (3,37 km²).